# 올리비아 먼
올리비아 먼(영어: Olivia Munn, 1980년 7월 3일 ~ )은 미국의 배우이다.

## 출연 작품

### 영화
- 쿵푸 프리즌 (2007)
- 브로큰 데이트 (2010)
- 아이언맨 2 (2010) - 체스 로버츠 역
- 매직 마이크 (2012)
- 베이비 메이커스 (2012)
- 모데카이 (2015)
- 쥬랜더 리턴즈 (2016) - 본인 역
- 엑스맨: 아포칼립스 (2016) - 엘리자베스 브래독 / 사일록 역
- 레고 닌자고 무비 (2017) - 코코 미사코 역 (목소리)
- 더 프레데터 (2018) - 케이시 브래킷 역
- 러브 웨딩 리피트 (2020) - 디나 역
- 아메리카: 영화 같은 이야기 (2021) - 토머스 에디슨 역 (목소리)

### 텔레비전
- 뉴스룸 (2012-14) - 슬론 사비스 역
- 투모로우 나라의 마일스 (2015-18) - 피비 량 칼리스토 대위 역 (목소리)
- 식스 (2018) - 지나 클라인 역
- 더 루크 (2019) - 모니카 리드 역
- 히트 멍키 (2021) - 요코하마 아키코 / 레이디 불스아이 2 역 (목소리)
- 테일즈 오브 더 워킹 데드 (2022) - 에비 역